# 阿涅维尔和龙库尔
阿涅维尔和龙库尔（法語：Hagnéville-et-Roncourt，法語發音：[aɲevil e ʁɔ̃kuʁ] ⓘ）是法国大東部大區孚日省的一个市镇，属于讷沙托区。

## 地理
阿涅维尔和龙库尔（48°15'13"N, 5°47'55"E）面积8.55 平方千米，位于法国大東部大區孚日省，该省份为法国东北部内陆省份，北起默兹省和默尔特-摩泽尔省，西接上马恩省，南至上索恩省和贝尔福地区省，东临上莱茵省和下莱茵省。
与阿涅维尔和龙库尔接壤的市镇（或旧市镇、城区）包括：马兰库尔、莫维尔、奥兰维尔、桑多库尔、欧努瓦、博夫勒蒙、比尔涅维尔。

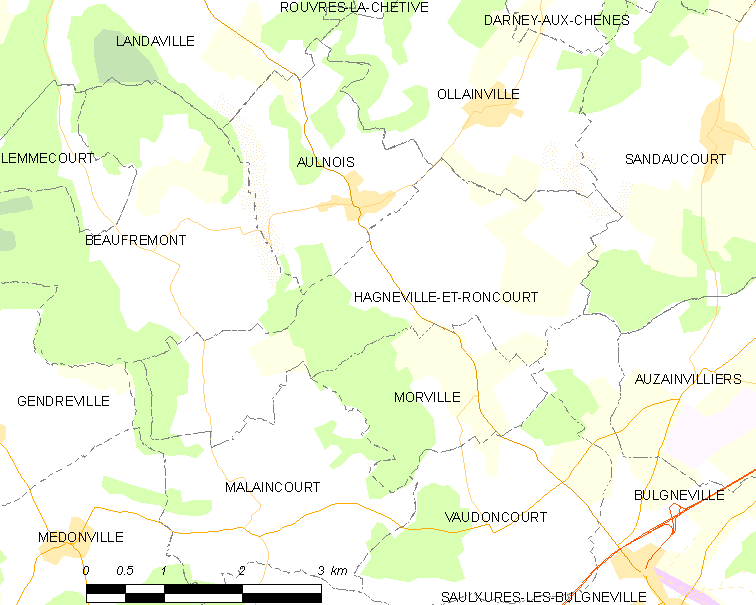
阿涅维尔和龙库尔的OSM定位图

阿涅维尔和龙库尔的时区为UTC+01:00、UTC+02:00（夏令时）。

## 行政
阿涅维尔和龙库尔的邮政编码为88300，INSEE市镇编码为88227。

## 政治
阿涅维尔和龙库尔所属的省级选区为维泰勒县。

## 人口

1962-2008年间阿涅维尔和龙库尔人口变化图示

阿涅维尔和龙库尔于2022年1月1日时的人口数量为81人。